# Galaure
Galaure – rzeka we Francji, przepływająca przez tereny departamentów Isère oraz Drôme, o długości 56,2 km. Stanowi lewy dopływ rzeki Rodanu.